# 巣ごもり卵
巣ごもり卵（すごもりたまご）は、卵料理の1つで、細切りにした野菜の中に卵（主に鶏卵）を割り落とし加熱した様子を鳥の巣に見立てた料理である。
フライパンやホットプレートで作る際には加熱したフライパンに野菜を載せて囲いやくぼみを作り、その中に卵を割り落として半熟程度になるまで火を通す。電子レンジでも作ることができるが、この際は加熱する前に卵黄の破裂防止のためにつまようじなどで穴を空けておくと良い。
巣ごもり卵に使われる野菜はほうれん草、キャベツ、じゃがいも、にんじん、玉ねぎといった具合に多彩で、ハムやベーコン、きのこや野菜入りマカロニなどを使うこともある。
巣ごもり卵の利点としては例えば目玉焼きのみの場合と異なり野菜の栄養分も合わせて摂取できることや、調理や後片付けの手間が少なくて済むことなどがある。特に電子レンジでは付属の冊子やレシピを集めた書籍などでは卵黄破裂防止などの理由から目玉焼きの代わりに巣ごもり卵を作ることが推奨されることがある。